# Remigia
Remigia är ett släkte av fjärilar. Remigia ingår i familjen nattflyn.

## Bildgalleri

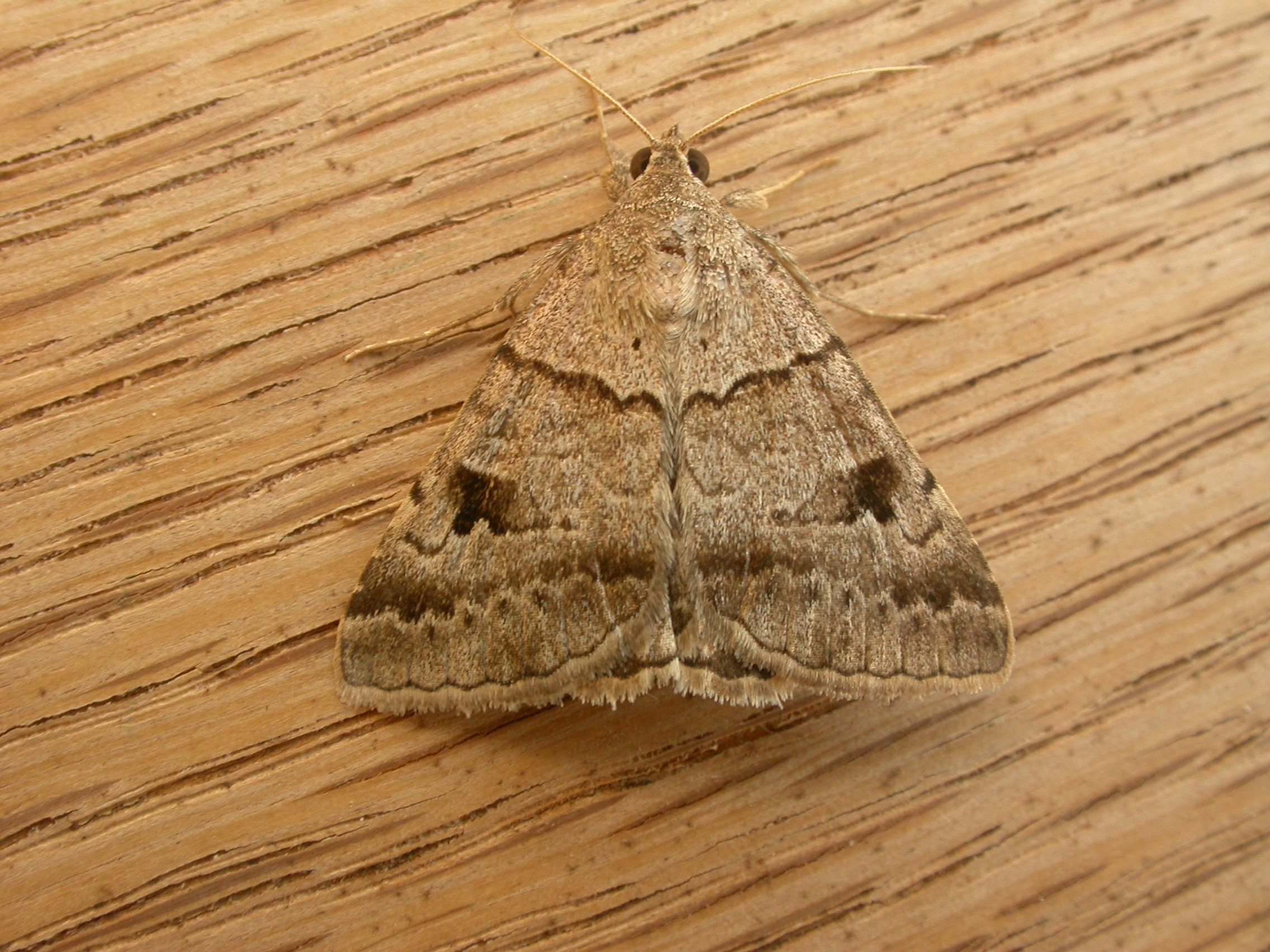
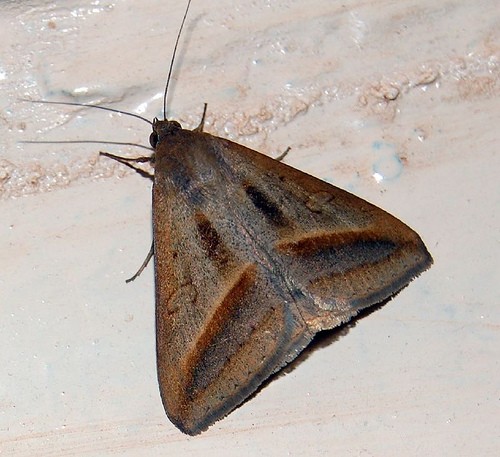

## Dottertaxa tillRemigia, i alfabetisk ordning[1]
- Remigia acuta
- Remigia alipes
- Remigia alterna
- Remigia ancilla
- Remigia annetta
- Remigia antillesia
- Remigia arabesca
- Remigia archesia
- Remigia associata
- Remigia bahamica
- Remigia bifasciata
- Remigia camptogramma
- Remigia collata
- Remigia conveniens
- Remigia cubana
- Remigia delinquens
- Remigia demonstrans
- Remigia detersa
- Remigia diffluens
- Remigia diffundens
- Remigia diplocyma
- Remigia discios
- Remigia discrepans
- Remigia disseverans
- Remigia dolosa
- Remigia dorsimacula
- Remigia escondida
- Remigia exscindens
- Remigia frugalis
- Remigia frugalisana
- Remigia gregalis
- Remigia guenei
- Remigia hexastylus
- Remigia inconcisa
- Remigia incurvalis
- Remigia indentata
- Remigia inferna
- Remigia inornata
- Remigia insulsa
- Remigia judicans
- Remigia jugalis
- Remigia languescens
- Remigia latiorata
- Remigia latipes
- Remigia laxa
- Remigia lycopodia
- Remigia marcida
- Remigia mayeri
- Remigia megas
- Remigia mensuralis
- Remigia munda
- Remigia mundana
- Remigia mundella
- Remigia mutuaria
- Remigia mutuarides
- Remigia mutuata
- Remigia nebuligera
- Remigia nigrimacula
- Remigia nigripunctata
- Remigia nigrisigna
- Remigia obscurior
- Remigia paraguayica
- Remigia pavona
- Remigia pellita
- Remigia perlata
- Remigia persinuosa
- Remigia persubtilis
- Remigia perversa
- Remigia philippiensis
- Remigia postmedialis
- Remigia propugnata
- Remigia pseudomunda
- Remigia punctata
- Remigia punctularis
- Remigia ramifera
- Remigia remanens
- Remigia repanda
- Remigia repandana
- Remigia repandella
- Remigia repandoides
- Remigia santiagonis
- Remigia sobria
- Remigia subaenescens
- Remigia submundana
- Remigia subtilis
- Remigia texana
- Remigia torpida
- Remigia translata
- Remigia trifasciata
- Remigia uberia
- Remigia undata
- Remigia undifera
- Remigia uniformis
- Remigia unipunctata
- Remigia velata
- Remigia virbia
- Remigia vitiensis
- Remigia xylomiges